# Toyota Aqua
Toyota Aqua — гибридный автомобиль компактного класса компании Toyota. Выпускается с 26 декабря 2011 года по настоящее время. Собирался на заводе в посёлке Канегасаки до 2012 года. С 2012 года собирается в селе Охира. За пределами Японии известен под названием Toyota Prius c.
В 2019 году стало известно, что Toyota Aqua прекратит свое существование, чтобы уступить место Toyota Corolla Hybrid. Однако с 2021 года выпускается второе поколение.

## Технические характеристики
Пятидверный хетчбэк Toyota Aqua собирается в кузове DAA-NHP10. Автомобиль рассчитан на 5 человек включая водителя. Силовая установка автомобиля (THSII (Гибридная система TOYOTA II) с механизмом редукции) состоит из двух двигателей; бензинового и электрического.
4-цилиндровый 16-клапанный бензиновый двигатель с системой VVT-i, объёмом 1496 см³ с жидкостным охлаждением мощностью 74 лошадиные силы. Двигатель использует цикл Аткинсона (Миллера), отличающийся повышенным КПД, с высокой степенью сжатия 13,4. Оборудован системой рециркуляции выхлопных газов фирмы Denso. Модель двигателя — 1NZ-FXE. В качестве трансмиссии установлена электрическая бесступенчатая коробка передач ECVT (планетарная передача). Тип привода — передний. Электрический водяной насос, приводимый в действие аккумуляторной батареей, используется для снижения трения и точного управления расходом охлаждающей жидкости, что способствует повышению эффективности.
В паре с бензиновым двигателем работает электрический синхронный двигатель переменного тока. Модель двигателя — 1LM. Электродвигатель питается от основной батареи, состоящей из 20 никель-металлогидридных элементов (NiMH), ёмкостью по 6,5 А·ч каждая. Максимальная мощность составляет 45 кВт (61 лошадиная сила). Максимальная суммарная мощность гибридной установки составляет 100 лошадиных сил.
Багажное отделение 305 литров.

## Самый экономичный автомобиль
С самого начала выпуска автомобиля в декабре 2011 года, расход топлива составлял 35,4 км/л (2.82 л\100км). Таким образом он стал самым экономичным серийным автомобилем в мире. Однако в сентябре 2013 года компания Honda производит рестайлинг автомобиля Honda Fit Hybrid, расход топлива которого составляет 36,4 км/л(2.74 л\100км). Таким образом он отодвигает Toyota Aqua на вторую строчку рейтинга.
26 ноября 2013 года состоялся релиз Toyota Aqua после усовершенствования модели. В частности, компания Toyota объявила, что доработке подвергся бензиновый двигатель. Специалистам Toyota удалось снизить трение основных механизмов двигателя внутреннего сгорания, а также доработали электродвигатель и инвертор. После доработок, расход топлива автомобиля стал равен 37 км/л(2.70 л\100км). Таким образом этот показатель вновь стал лучшим в мире.